# Bara Bamonia
Bara Bamonia é uma vila no distrito de North Twentyfour Parganas, no estado indiano de Bengala Ocidental.

## Demografia
Segundo o censo de 2001, Bara Bamonia tinha uma população de 6174 habitantes. Os indivíduos do sexo masculino constituem 51% da população e os do sexo feminino 49%. Bara Bamonia tem uma taxa de literacia de 73%, superior à média nacional de 59,5%; com 55% para o sexo masculino e 45% para o sexo feminino. 13% da população está abaixo dos 6 anos de idade.